# تام ویلیامسون
تام ویلیامسون (انگلیسی: Tom Williamson؛ زادهٔ ۲۴ دسامبر ۱۹۸۴) یک بازیکن فوتبال اهل بریتانیا است.
از باشگاه‌هایی که در آن بازی کرده‌است می‌توان به باشگاه فوتبال بیشاپس استورتفورد، باشگاه فوتبال بیزینگ‌استوک تاون، باشگاه فوتبال گرایس اتلتیک، باشگاه فوتبال لستر سیتی و باشگاه فوتبال کانوی ایسلند اشاره کرد.